# 번호 자물쇠

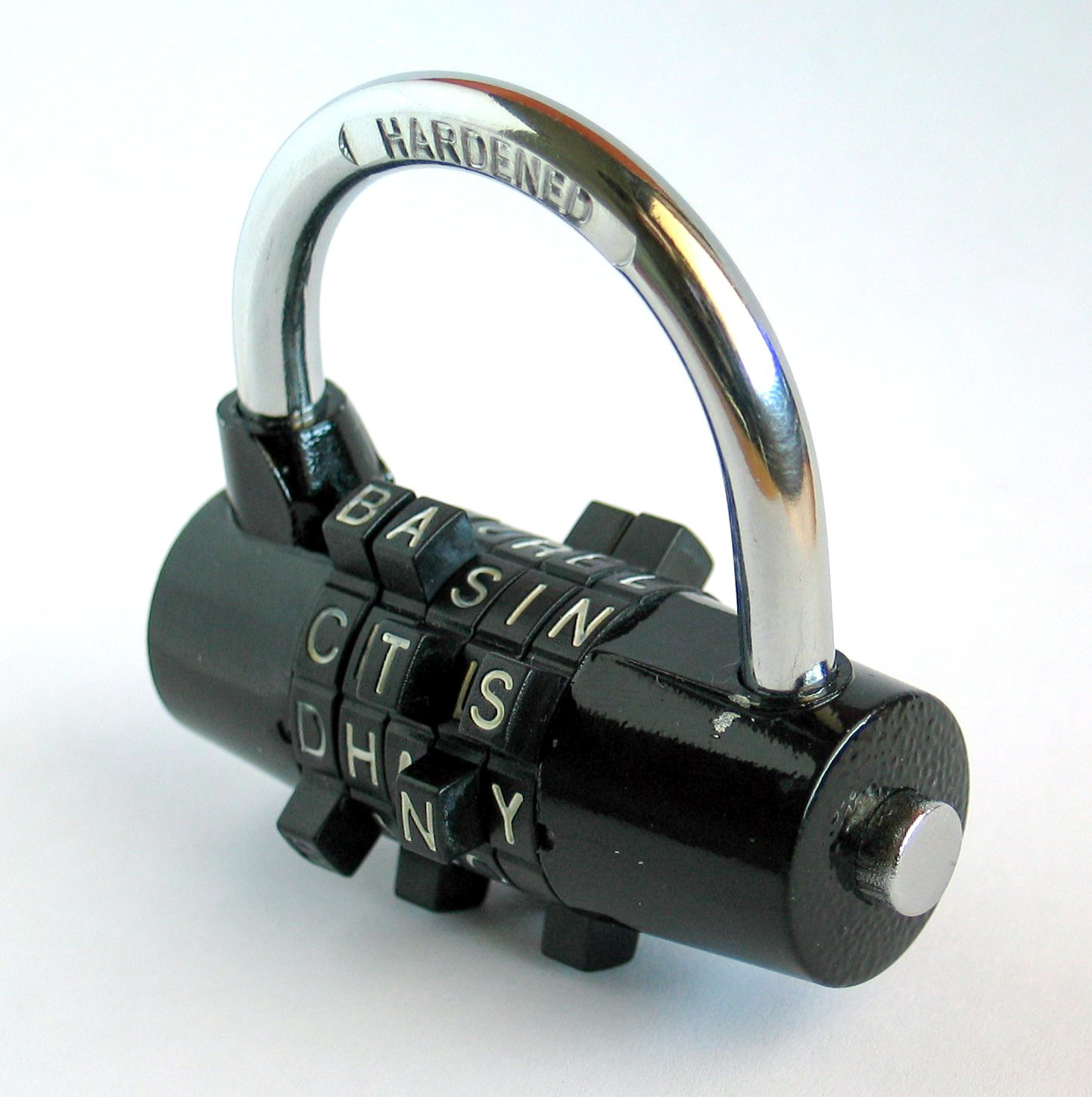

번호 자물쇠 또는 컴비네이션 록(combination lock)은 일련의 기호(대개 숫자)를 사용하여 자물쇠를 여는 잠금 장치 유형이다. 여러 디스크나 캠과 상호 작용하는 단일 회전 다이얼을 사용하거나, 잠금 메커니즘과 직접 상호 작용하는 기호가 새겨진 여러 회전 디스크 세트를 사용하거나, 전자 또는 기계식 키패드를 통해 시퀀스를 입력할 수 있다. 유형은 저렴한 3자리 수하물 잠금 장치부터 보안 수준이 높은 금고까지 다양하다. 일반 자물쇠와 달리 번호 자물쇠는 열쇠를 사용하지 않는다.

## 역사
가장 초기에 알려진 번호 자물쇠는 아테네의 케라메이코스에 있는 고대 로마 시대 무덤에서 발굴되었다. 작은 상자에 부착되어 있으며 열쇠 구멍 대신 여러 개의 다이얼이 특징이다. 1206년에 무슬림 엔지니어인 알 자자리는 그의 저서 독창적인 기계 장치 지식의 책(al-Ilm Wal-Amal al-Nafi Fi Sina'at al-Hiyal)에 숫자 자물쇠를 기록했다. 무하마드 알 아스트랄베(Muhammad al-Asturlabi, 약 1200년)도 번호 자물쇠를 만들었으며 그 중 두 개는 코펜하겐과 보스턴 박물관에 보관되어 있다.
지롤라모 카르다노는 나중에 16세기에 숫자 자물쇠에 대해 설명했다.

## 같이 보기
- 비밀번호
- 이모빌라이저